# メジロイーグル
メジロイーグル（欧字名:Mejiro Eagle、1975年5月2日 - 1995年12月4日）は、日本の競走馬、種牡馬。主な勝ち鞍に1978年の京都新聞杯。

## 競走馬時代
1975年5月2日に北海道伊達市のメジロ牧場で誕生。父は目黒記念に勝利をしたメジロサンマン、母はメジロ牧場の基幹繁殖牝馬であるアマゾンウォリアーで、この系統からはメジロヒリュウ、日本初の三冠牝馬メジロラモーヌが生まれている。
現役時から非常に小柄な競走馬であり、410キロそこそこ、時には400キロを切ることもあった。戦法は逃げであり、そのため「小さな逃亡者」と呼ばれた。
勝利をした重賞は京都新聞杯のみではあるが、東京優駿5着、菊花賞・有馬記念3着、宝塚記念4着と八大競走を含むGI級レースにおいても好走を見せる。5歳時のオープン戦ではグリーングラスを相手に5馬身差圧勝を遂げるなど、実力も兼ね備えた個性派として人気を博した。

## 競走成績
| 年月日 | 年月日 | 年月日 | 競馬場 | レース名       | 頭数 | 人気 | 着順 | 距離（状態） | タイム   | 騎手     | 斤量 | 勝ち馬/（2着馬）   |
| ------ | ------ | ------ | ------ | -------------- | ---- | ---- | ---- | ------------ | -------- | -------- | ---- | ------------------ |
| 1977   | 8.     | 27     | 函館   | 3歳未勝利      | 6    | 2    | 1    | 芝1000（稍） | 00:59.40 | 伊藤清章 | 52   | (ハシエイブル)     |
|        | 9.     | 17     | 阪神   | 野路菊賞       | 8    | 2    | 4    | 芝1200（良） | 01:11.40 | 伊藤清章 | 52   | インターグシケン   |
|        | 10.    | 09     | 京都   | りんどう特別   | 9    | 1    | 1    | 芝1400（重） | 01:24.20 | 伊藤清章 | 52   | (ハンキチカラ)     |
|        | 10.    | 30     | 京都   | 紅葉杯         | 6    | 3    | 3    | 芝1600（良） | 01:36.40 | 伊藤清章 | 53   | インターグシケン   |
| 1978   | 3.     | 18     | 阪神   | チューリップ賞 | 12   | 5    | 1    | 芝2000（良） | 02:02.70 | 伊藤清章 | 54   | (イセテンリュウ)   |
|        | 4.     | 16     | 中山   | 皐月賞         | 14   | 6    | 4    | 芝2000（良） | 02:04.70 | 伊藤清章 | 57   | ファンタスト       |
|        | 5.     | 07     | 東京   | NHK杯          | 13   | 4    | 4    | 芝2000（不） | 02:02.50 | 伊藤清章 | 56   | インターグシケン   |
|        | 5.     | 28     | 東京   | 東京優駿       | 21   | 7    | 5    | 芝2400（良） | 02:28.20 | 加賀武見 | 57   | サクラショウリ     |
|        | 6.     | 18     | 函館   | 青函S          | 10   | 1    | 1    | 芝1800（重） | 01:50.80 | 伊藤清章 | 54   | (サカウエー)       |
|        | 7.     | 9      | 函館   | 函館記念       | 7    | 2    | 6    | 芝2000（良） | 02:03.90 | 加賀武見 | 55   | バンブトンコート   |
|        | 10.    | 7      | 京都   | 4歳以上        | 11   | 2    | 1    | 芝1600（良） | 01:35.30 | 河内洋   | 54   | (インターグシケン) |
|        | 10.    | 22     | 京都   | 京都新聞杯     | 16   | 6    | 1    | 芝2000（良） | 02:01.60 | 河内洋   | 57   | (サクラショウリ)   |
|        | 11.    | 12     | 京都   | 菊花賞         | 20   | 4    | 3    | 芝3000（良） | 03:06.30 | 河内洋   | 57   | インターグシケン   |
|        | 12.    | 17     | 中山   | 有馬記念       | 15   | 8    | 3    | 芝2500（良） | 02:33.60 | 河内洋   | 54   | カネミノブ         |
| 1978   | 10.    | 14     | 中京   | 京都大賞典     | 8    | 1    | 8    | 芝2400（良） | 02:28.20 | 河内洋   | 56   | テンメイ           |
|        | 11.    | 10     | 東京   | 4歳以上        | 5    | 2    | 1    | 芝1800（稍） | 01:48.00 | 河内洋   | 56   | (グリーングラス)   |
| 1979   | 11.    | 25     | 東京   | 天皇賞         | 13   | 2    | 12   | 芝3200（不） | 03:37.40 | 河内洋   | 58   | スリージャイアンツ |
| 1980   | 6.     | 01     | 中京   | 宝塚記念       | 15   | 3    | 4    | 芝2400（不） | 02:32.20 | 伊藤清章 | 56   | テルテンリュウ     |
| 1981   | 7.     | 12     | 札幌   | タイムス杯     | 8    | 1    | 8    | ダ1800（良） | 01:59.80 | 伊藤清章 | 56   | イエンライト       |

## 種牡馬時代
引退後は種牡馬となるが、重賞勝ちが1つしかないという事もあり種付けは少なく、その中の数少ない産駒はほぼメジロ牧場の自家生産馬であった。さらに、1988年2月に行われた健康診断において、メジロイーグルは蹄葉炎の診断を受けてしまう。そこで、診察を担当した獣医の田中秀俊はアメリカで行われていたという「患部の保温」と「特殊な装蹄」による治療を決断。この治療法を8年間継続し、メジロイーグルの症状は無事に緩和していった。さらに、数少ない産駒の1頭であったメジロパーマーが宝塚記念、有馬記念で逃げ切り勝ちを収めグランプリ2連覇を達成。同年のJRA賞最優秀5歳以上牡馬および最優秀父内国産馬に選出された。このことにより、1992年には0頭にまで落ち込んだ種付け数は翌年に18頭にまで回復した。なお、メジロイーグル自身はこの年をもって種牡馬から引退した。
1995年8月14日、腹部に異常が現れ、診察の結果結腸便秘であることが判明する。この時は3日で回復したものの、同年12月3日に再び症状が悪化。高齢ということもあり回復は難しいと判断され、翌日の午後2時に田中によって安楽死させられ、死亡した。21歳没。遺体はメジロ牧場に埋葬された。また、その翌年の1月、牧場で長年メジロイーグルの厩務員を務めた坂本陽一も、後を追うようにこの世を去った。

## 血統表
| メジロイーグルの血統             | メジロイーグルの血統            | メジロイーグルの血統         | （血統表の出典）             | （血統表の出典） |
| 父系                             | プリンスシュヴァリエ系          | プリンスシュヴァリエ系       | プリンスシュヴァリエ系       | [ § 2 ]          |
| 父 メジロサンマン 1963 鹿毛      | 父の父Charlottesville 1957 鹿毛 | Prince Chevalier             | Prince Rose                  | Prince Rose      |
| 父 メジロサンマン 1963 鹿毛      | 父の父Charlottesville 1957 鹿毛 | Prince Chevalier             | Chevalerie                   |                  |
| 父 メジロサンマン 1963 鹿毛      | 父の父Charlottesville 1957 鹿毛 | Noorani                      | Nearco                       | Nearco           |
| 父 メジロサンマン 1963 鹿毛      | 父の父Charlottesville 1957 鹿毛 | Noorani                      | Empire Glory                 |                  |
| 父 メジロサンマン 1963 鹿毛      | 父の母*パラデイシア 1957 鹿毛   | Aureole                      | Hyperion                     | Hyperion         |
| 父 メジロサンマン 1963 鹿毛      | 父の母*パラデイシア 1957 鹿毛   | Aureole                      | Angelola                     |                  |
| 父 メジロサンマン 1963 鹿毛      | 父の母*パラデイシア 1957 鹿毛   | Chenille                     | King Salmon                  | King Salmon      |
| 父 メジロサンマン 1963 鹿毛      | 父の母*パラデイシア 1957 鹿毛   | Chenille                     | Sweet Aloe                   |                  |
| 母 *アマゾンウォリアー 1960 鹿毛 | 母の父Khaled 1943 黒鹿毛        | Hyperion                     | Gainsborough                 | Gainsborough     |
| 母 *アマゾンウォリアー 1960 鹿毛 | 母の父Khaled 1943 黒鹿毛        | Hyperion                     | Selene                       |                  |
| 母 *アマゾンウォリアー 1960 鹿毛 | 母の父Khaled 1943 黒鹿毛        | Eclair                       | Ethnarch                     | Ethnarch         |
| 母 *アマゾンウォリアー 1960 鹿毛 | 母の父Khaled 1943 黒鹿毛        | Eclair                       | Black Ray                    |                  |
| 母 *アマゾンウォリアー 1960 鹿毛 | 母の母War Betsy 1948 栗毛       | War Relic                    | Man O' War                   | Man O' War       |
| 母 *アマゾンウォリアー 1960 鹿毛 | 母の母War Betsy 1948 栗毛       | War Relic                    | Friar's Carse                |                  |
| 母 *アマゾンウォリアー 1960 鹿毛 | 母の母War Betsy 1948 栗毛       | Betsy Ross                   | Mahmoud                      | Mahmoud          |
| 母 *アマゾンウォリアー 1960 鹿毛 | 母の母War Betsy 1948 栗毛       | Betsy Ross                   | Celerina                     |                  |
| 母系(F-No.)                      | アマゾンウォリアー系(FN:9-f)    | アマゾンウォリアー系(FN:9-f) | アマゾンウォリアー系(FN:9-f) |                  |
| 5代内の近親交配                  | Hyperion: 3x4                   | Hyperion: 3x4                | Hyperion: 3x4                |                  |
| 出典                             | 1. 2.                           | 1. 2.                        | 1. 2.                        | 1. 2.            |